# Brontolaemus elegans
Brontolaemus elegans är en skalbaggsart som beskrevs av Sharp 1885. Brontolaemus elegans ingår i släktet Brontolaemus och familjen ritsplattbaggar.

## Underarter
Arten delas in i följande underarter:
- B. e. elegans
- B. e. koebelei